# غريغ (نيويورك)
غريغ (بالإنجليزية: Greig, New York)‏ هي بلدة أمريكية تقع في الولايات المتحدة في مقاطعة لويس، نيويورك. يقدر عدد سكانها بـ 1,199 نسمة ومساحتها 244.3 كم2 وترتفع عن سطح البحر 377 متر.

## أعلام
- كاليب ليون